# Wieża ciśnień w Chełmży
Wieża ciśnień w Chełmży – wieża ciśnień znajdująca się przy ul. Paderewskiego 20 w Chełmży. Od 2007 wpisana do rejestru zabytków (nr rejestru A/1329). 
Siedmiokondygnacyjna, czworoboczna wieża reprezentuje rzadkie połączenie stylu neogotyckiego z tzw. stylem wernakularnym. Zbudowano ją w latach 1900-1901 na potrzeby tworzonej wówczas sieci wodociągów miejskich. Na jej szczycie znajduje się otoczony fachwerkowym murem zbiornik wodny przykryty czterospadowym dachem.
Obiekt jest w dalszym ciągu eksploatowany; w l. 2018-2019 został poddany renowacji.